# Pseudoryzomys simplex
Pseudoryzomys simplex é uma espécie de mamífero da família Cricetidae. É a única espécie descrita para o gênero Pseudoryzomys. Pode ser encontrada no Brasil, Argentina, Bolívia e Paraguai.